# Matthew W. Tocheri
Mathew W. Tocheri je americký fyzický antropolog zabývající se především studiem kosterních znaků. Svá studia započal na Lakehead University v Kanadě, titul M.Sc. pak získal na americké Arizona State University. Je spoluautorem publikace The Osteology of Infants and Children. Zabývá se metodami určování stáří člověka v době jeho smrti z kosterních pozůstatků a také srovnáváním znaků kostry moderních lidí s ranými formami hominidů. Známá je jeho práce srovnávající zápěstní kůstky Homo floresiensis s druhem Homo erectus, africkými lidoopy a současným Homo sapiens, která ho dovedla k závěru, že H. floresiensis je samostatným lidským druhem. Tento závěr však zatím nebyl zcela přijat.